# La Prédication de saint Étienne
La Prédication de saint Étienne est une peinture à l'huile sur toile réalisée en 1514 par Vittore Carpaccio peintre italien de l'école vénitienne. Elle est conservée au musée du Louvre à Paris.

## Historique
Cette peinture était l'une des cinq scènes représentant la vie de saint Étienne, peintes entre 1511 et 1514 pour la Scuola dei Lanieri, Santo Stefano (Venise). La série qui comprenait également  L'Ordination de saint Étienne (Berlin-Dahlem, Gemäldegalerie), La Dispute de saint Étienne (Milan, Brera), La Lapidation de saint Étienne (Stuttgart, Staatsgalerie), a été démantelée en 1806, dispersée (et elle reste incomplète), lorsque les maisons religieuses ont été supprimées. Deux panneaux sont allés à la Pinacothèque de Brera à Milan et  en 1812, Dominique Vivant Denon a échangé quelques peintures nordiques du musée du Louvre pour des œuvres italiennes de la Brera, et ce panneau de La Prédication a été transféré en vertu de cet accord. Un autre panneau est à Berlin,  l'un a disparu, et le cinquième est à Stuttgart.

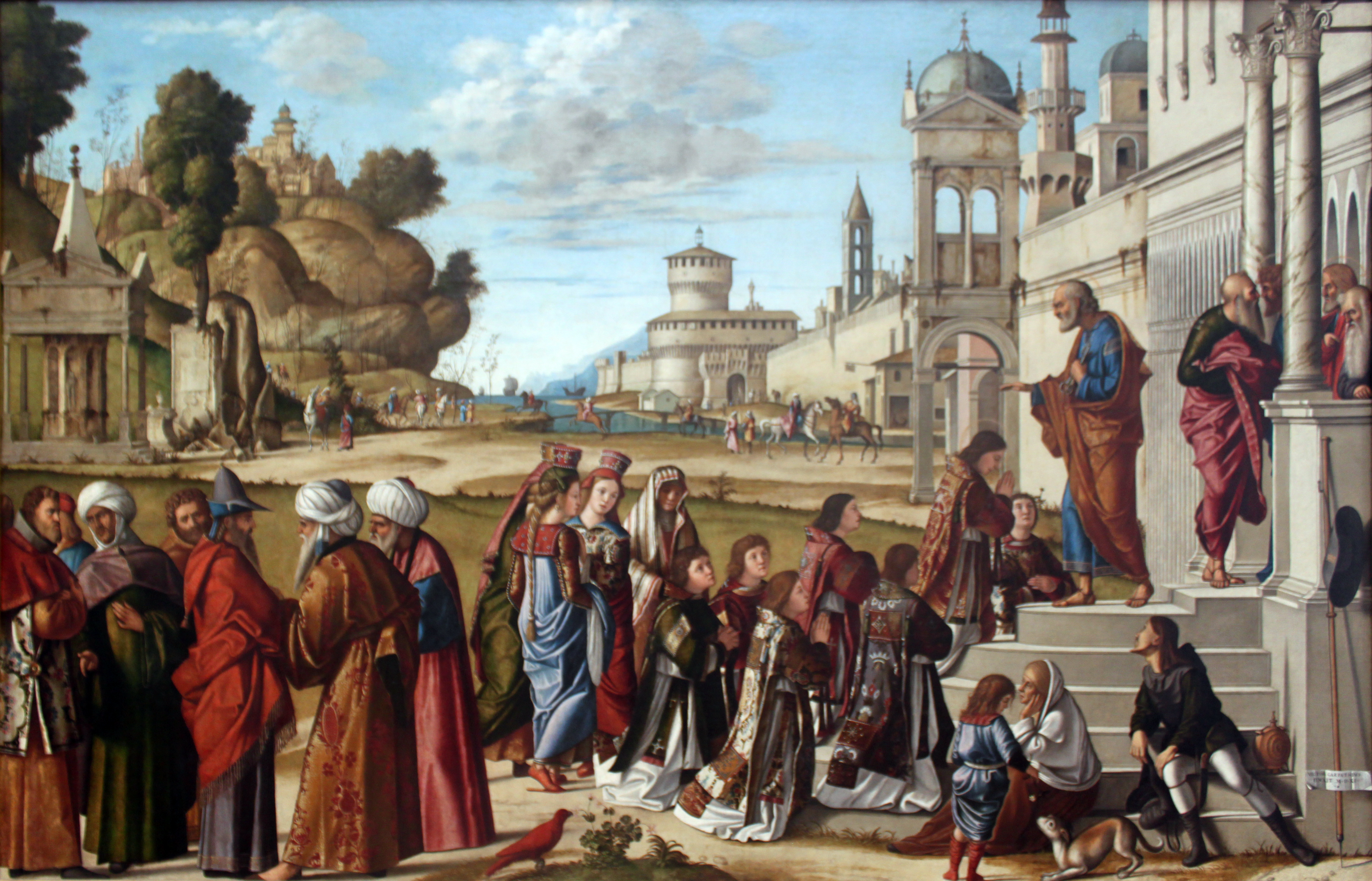
Panneau de L'Ordination de Berlin.
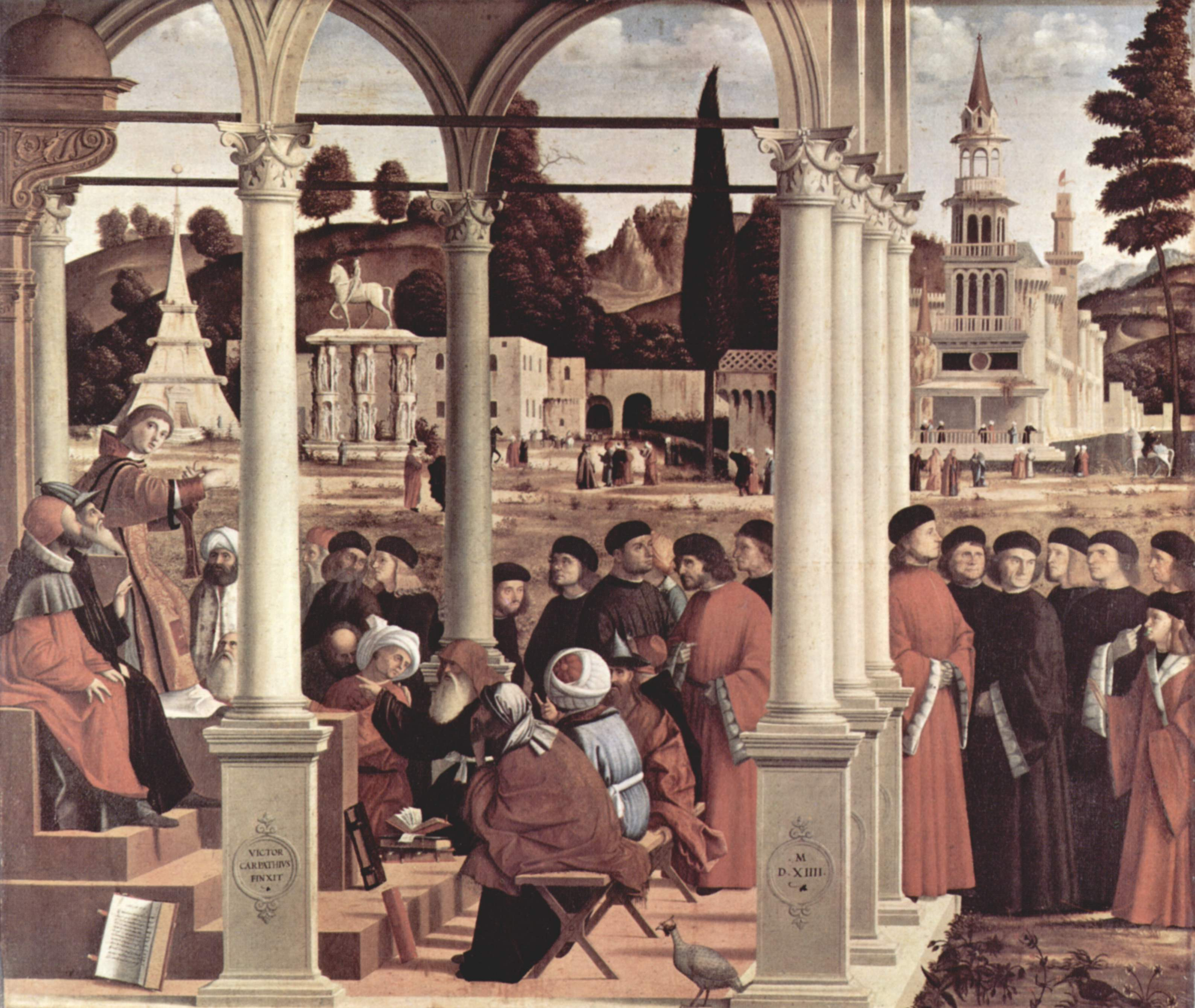
Panneau de La Dispute de Brera.
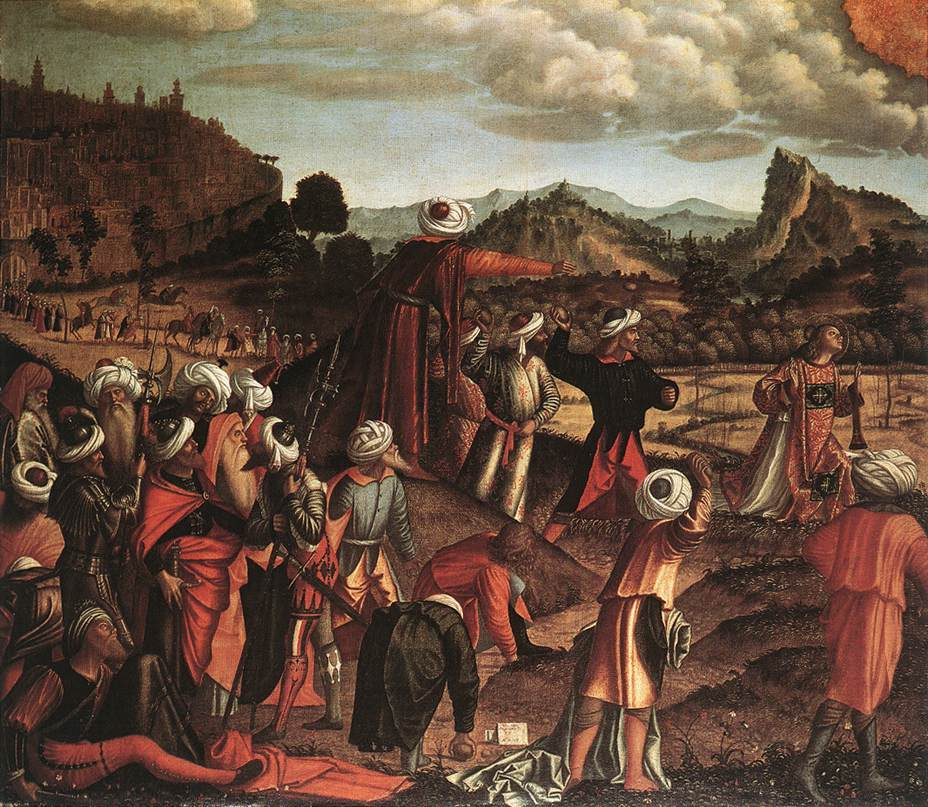
Panneau de La Lapidation de Stuttgart.

## Description
La prédication de saint Étienne, diacre, représentée dans ce tableau du Louvre, a eu lieu à Jérusalem. Cela a donné à Carpaccio un prétexte pour remplir sa toile de pittoresques costumes et d'architecture orientales. La Jérusalem des premiers temps du christianisme est ici identifiée à Constantinople (en fait le château Yoros sur la rive opposée du Bosphore ) - une Constantinople fantastique et imaginaire, avec des éléments turcs, antiques, byzantins et italiens. Carpaccio fait référence avec fierté, dans une lettre au marquis de Mantoue, à la vue de Jérusalem qu'il avait peinte.

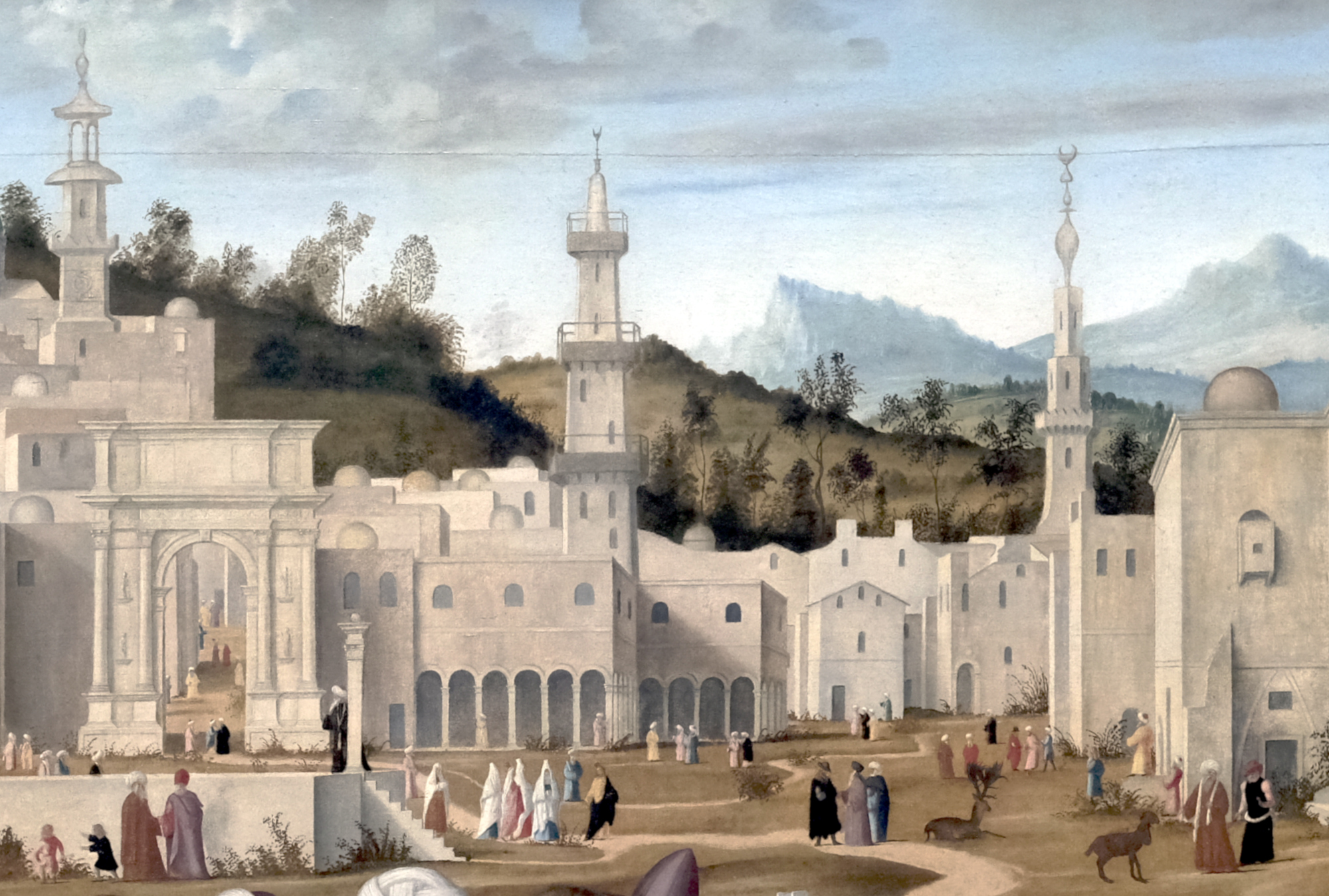
Détail de l'architecture.
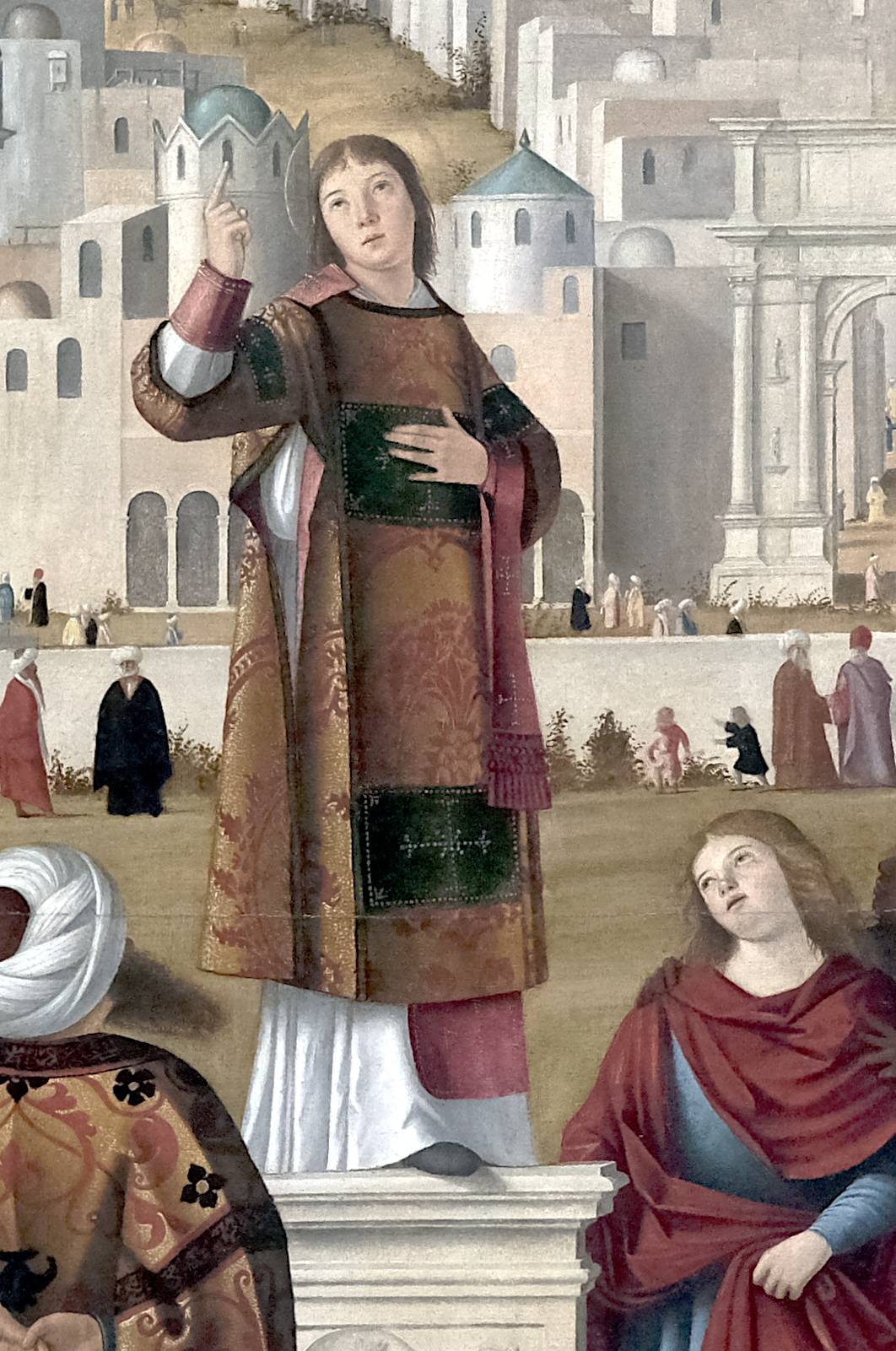
Saint Étienne prêchant.

## Postérité
Le tableau fait partie des « 105 œuvres décisives de la peinture occidentale » constituant le musée imaginaire de Michel Butor.

## Sources
- Patricia Fortini Brun, Récit de la Peinture Vénitienne à l'époque de Carpaccio (New Haven et Londres, Yale University Press, 1988/1994)
- Augusto Gentili, Le storie di Carpaccio. Venezia, i turchi, gli ebrei, Marsilio, (2006) (it)
- Peter Humfrey, Carpaccio, Chaucer Press (2005)
- Stefania Mason & Andrew Ellis, Carpaccio: Les Grands Cycles Picturaux: Les Peintures Narratives, Skira (2000)